# Episodi di Rita (quinta stagione)
La quinta stagione della serie televisiva Rita è stata trasmessa in Danimarca dal 1º giugno 2020 sul canale TV 2.
In Italia, la stagione è stata interamente pubblicata sul servizio video on demand Netflix il 15 agosto 2020.
| n° | Titolo originale      | Titolo Italiano              | Prima TV Danimarca | Pubblicazione Italia |
| -- | --------------------- | ---------------------------- | ------------------ | -------------------- |
| 1  | Fake News             | Fake News                    | 1º giugno 2020     | 15 agosto 2020       |
| 2  | Hurlumhejhus          | Che baraonda in questa casa! | 8 giugno 2020      | 15 agosto 2020       |
| 3  | Udflugten             | La gita                      | 15 giugno 2020     | 15 agosto 2020       |
| 4  | Do you speak English? | Do you speak English?        | 22 giugno 2020     | 15 agosto 2020       |
| 5  | Hedetur               | Vampate                      | 29 giugno 2020     | 15 agosto 2020       |
| 6  | Grænser               | Confini                      | 6 luglio 2020      | 15 agosto 2020       |
| 7  | Søen                  | Il lago                      | 13 luglio 2020     | 15 agosto 2020       |
| 8  | Kaos                  | Caos                         | 20 luglio 2020     | 15 agosto 2020       |